# Зигмаринген
 Тази статия е за града в Германия.  За окръга вижте Зигмаринген (окръг).  
Зигмаринген (на немски: Sigmaringen; алем.: Semmerenga) е окръжен град в Баден-Вюртемберг, Германия, с 18 271 жители (2015). Намира се на Горен Дунав.
До 1849 г. е столица на княжество Хоенцолерн-Зигмаринген, управлявано от род Хоенцолерн.